# Kernkraftwerk Wolf Creek
Das Kernkraftwerk Wolf Creek 3,5 Meilen nordöstlich von Burlington und nördlich von New Strawn im Coffey County, Kansas (USA), etwa 55 Meilen südlich der Hauptstadt Topeka, 90 Meilen südwestlich von Kansas City und 120 Meilen nordöstlich von Wichita ist das einzige Kernkraftwerk in Kansas.

## Der Reaktor
Das Kernkraftwerk hat einen Druckwasserreaktor mit einer elektrischen Nettoleistung von 1166 MWe. Der Reaktor stammt von Westinghouse und besitzt vier Loops und ein Trockencontainment. Er produziert Strom zur Versorgung von 800.000 Häusern. Mit einem Megawatt können 800 Wohnungen in Kansas mit Strom versorgt werden. Bis September 2008 hatte das Kraftwerk 10.369,136 Mio. Kilowattstunden Strom erzeugt. Der Kapazitätsfaktor lag bei 101,5 %. Der Architekt war die Bechtel Corporation.

## Geschichte
Der Baubeginn war am 31. Mai 1977. Am 12. Juni 1985 wurde das Kernkraftwerk zum ersten Mal mit dem Stromnetz synchronisiert und begann am 3. September 1985 mit dem kommerziellen Leistungsbetrieb. Die am 6. April 1985 ausgestellte Betriebslizenz sollte am 3. November 2025 auslaufen. Der Betreiber beantragte jedoch am 27. September 2006 eine Verlängerung der Lizenz um 20 Jahre. Sie wurde im November 2008 bis zum 11. März 2045 verlängert.

## Lage und Sicherheit
Aufgrund der durch Erdbeben gefährdeten Lage schätzt die Nuclear Regulatory Commission das jährliche Risiko für einen Störfall, der den Reaktorkern betreffen könnte, laut einer Studie auf 1 zu 55,556. Im Jahr 2008 kam es in der Hauptkühlmittelleitung von Wolf Creek zu einer Spannungsrisskorrosion, die zu einer Neubewertung der Beherrschung des Kühlmittelverluststörfalls in schweizerischen Kernkraftwerken geführt hat.

## Sonstiges
Man sieht das Kraftwerk viele Meilen weit vom Kansas Highway 75 aus. Das Kraftwerk liegt am Stausee von Wolf Creek. Nahe dem Kraftwerk befindet sich das Dwight D. Eisenhower Learning Center, in dem sich unter anderem ein Kontrollraumsimulator befindet. Das Kernkraftwerk ist im Besitz der Great Plains Energy Inc's Kansas City Power & Light (47 Prozent), Westar Energy Inc (47 Prozent) und Kansas Electric Power Cooperative Inc (6 Prozent). Diese Besitzer bilden zusammen die Tochtergesellschaft Wolf Creek Nuclear Operating Corporation (WCNOC). Die WCNOC ist unter anderem für die Buchhaltung zuständig. Der Betreiber/Lizenznehmer ist ebenfalls die Wolf Creek Nuclear Operating Corporation. Das Kernkraftwerk nimmt 9.818 Hektar der 11.800 Hektar, die durch den Eigentümer kontrolliert werden, ein. Das Kraftwerk wurde nach dem See benannt, an dem es liegt (Wolf Creek Lake). Dieser See liefert auch das Kühlwasser für den Reaktor.
Neben der Stromerzeugung hat das Kernkraftwerk Wolf Creek auch eine wirtschaftliche Bedeutung für Coffey County und den Bundesstaat Kansas. Dies zeigt sich in einer Studie über die wirtschaftlichen Vorteile des Kernkraftwerks, die vom Nuclear Energy Institute (NEI) durchgeführt wurde, und ergab, dass das Kernkraftwerk Wolf Creek jährlich 165 Millionen Dollar für die lokale Wirtschaft und den Staat in Form von Lohn und Gehalt, Einkäufen und Steuern beisteuert.

## Daten der Reaktorblöcke
Das Kernkraftwerk Wolf Creek hat insgesamt einen Block:
| Reaktorblock | Reaktortyp         | Netto- leistung | Brutto- leistung | Baubeginn  | Netzsyn- chronisation | Kommer- zieller Betrieb | Abschal- tung |
| ------------ | ------------------ | --------------- | ---------------- | ---------- | --------------------- | ----------------------- | ------------- |
| Wolf Creek   | Druckwasserreaktor | 1166 MW         | 1213 MW          | 31.05.1977 | 12.06.1985            | 03.09.1985              |               |